# Ouad Emour
Ouad Emour es una comuna o municipio del departamento de Magta-Lahjar, en la región de Brakna, en Mauritania. En marzo de 2013 presentaba una población censada de 11 941 habitantes.
Se encuentra ubicada al suroeste del país, sobre el desierto del Sahara, cerca de la frontera con Senegal.